# 科学史 (1514年)
科学史上的1513年发生了众多事件，本条目撷取其中部分罗列如下：

## 事件
- 六月，当时最大的军舰“伟大的亨利”（Henry Grace à Dieu，也称Great Harry）在英国的Woolwich Dockyard港口入水，它的重量超过了1000吨。[1][2]
- 在教皇利奥十世的赞助下，以下两位来到了罗马宗座宫殿的美景宫庭院（Cortile del Belvedere）：
  - 列奥纳多·达·芬奇，他当时潜心科学研究。
  - 白象Hanno，它是曼努埃尔一世 (葡萄牙)国王送给教皇的礼物，拉斐尔·圣齐奥曾为它画像。 白象是亚洲象的一种。
- 德国天文学家约翰内斯·维尔纳 （Johannes Werner）发表了他翻译的托勒密的著作地理学指南（Nova Translatio Primi Libri Geographicae Cl. Ptolomaei）。书中包含了维纳地图投影，并建议在航海中使用十字测天仪（Jacob's staff, cross-staff）导航。[3]

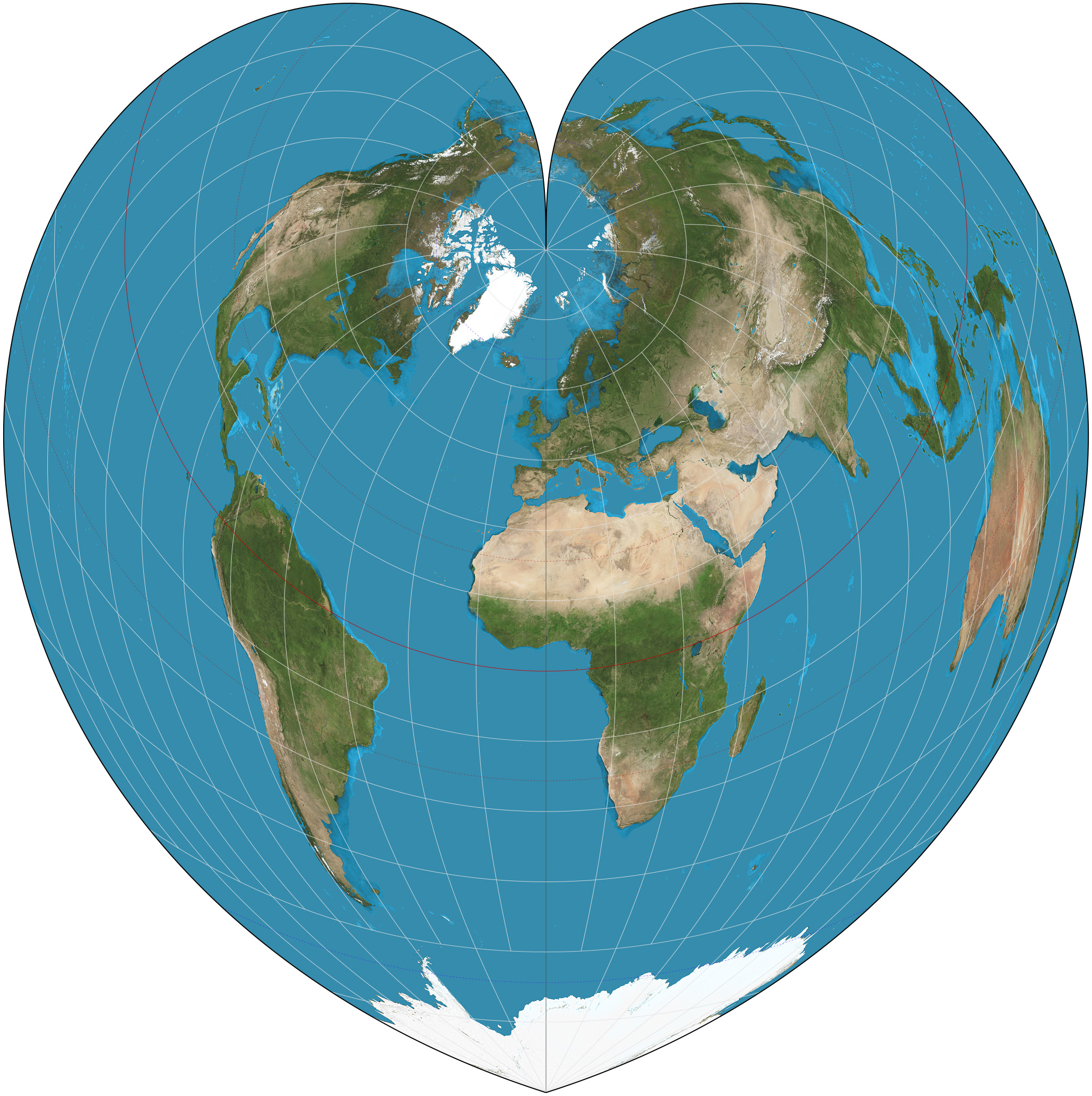
维纳心形地图投影

## 诞生
- 2月16日，格奥尔格·约阿希姆·雷蒂库斯，费尔德基希（现奥地利）数学家、制图师及科学仪器制造师（1574年卒）
- 12月31日，安德雷亚斯·维萨里，弗拉芒解剖学家，被后世称为“现代解剖学之父”（1564年卒）
- 弗朗西斯科·埃尔南德斯·德·托莱多（Francisco Hernández de Toledo），医生及植物学家（1587年卒）

## 逝世
- 11月28日，哈特曼·舍德尔（Hartmann Schedel），德国制图师（1440年生）